# Saâd Dahane
Pour les articles homonymes, voir Dahane.
Saâd Dahane, est un entraîneur marocain de football. Ancien milieu de terrain des FAR et de l'équipe nationale du Maroc. Il est né le 18 février 1958 à Rabat.

## Biographie
Il fut international quarante fois (pour cinq buts marqués) et considéré comme l'un des meilleurs milieux de terrains marocains de sa génération. Une blessure au genou l'a empêché de participer à la Coupe du monde au Mexique et d'avoir la carrière que son talent méritait.

## Sélections en équipe nationale "A"
1. 03/06/1982 Rabat : Maroc vs Kuwait 3 - 3 Amical…………..……….1 But
2. 03/10/1982 Riyad : Arabie Saoudite vs Maroc 2 - 1 Amical
3. 04/02/1984 Casablanca : Maroc - Bulgarie 1 - 1 Amical
4. 23/06/1984 Casablanca : Maroc vs Sénégal 2 - 1 Amical………..…..1 But
5. 30/06/1984 Freetown : Sierra Leone vs Maroc 0 - 1 Elim. CM 1986
6. 15/07/1984 Maroc - Sierra Leone à Rabat 4 - 0 Elim. CM 1986……….1 But
7. 24/10/1984 Rabat : Maroc vs Canada 3 - 2 Amical
8. 02/01/1985 Tripoli : Libye vs Maroc 0 - 0 Amical
9. 02/02/1985 Cochin ( Inde ) : URSS vs Maroc 1 - 0 Demi-finale NEHRU Cup
10. 07/04/1985 Rabat : Maroc vs Malawi 2 - 0 Elim. CM 1986………………………..1 But
11. 21/04/1985 Malawi - Maroc à Blantyre 0 - 0 Elim. CM 1986
12. 23/04/1986 Belfast : Irlande du Nord vs Maroc 2 - 1 Amical

## Sélections en équipe nationale olympique
1. 11/02/1984 Lagos : Nigeria vs Maroc 0 - 0 Elim. JO 1984
2. 26/02/1984 Casablanca : Maroc vs Nigeria 0 - 0 (4-3p) Elim. JO 1984
3. 30/07/1984 Palo Alto : Allemagne Ouest vs Maroc 2 - 0 J.O 1984
4. 01/08/1984 Pasadena : A.Saoudite vs Maroc 0 - 1 J.O 1984
5. 03/08/1984 Pasadena : Brésil vs Maroc 2 - 0 J.O 1984
6. 22/01/1985 Ernakulam ( Inde ) : Algérie "B" vs Maroc 0 - 4 NEHRU Cup………1 But

## Palmarès

### En tant que joueur
- 03 : Championnats nationales avec les FAR (1984, 1987, 1989).
- 03 : Coupes du Trône avec les FAR (1984, 1985, 1986).
- 01 : Coupe d'Afrique des clubs champions en 1985.
- Participation avec l'équipe nationale aux Jeux Olympiques de 1984.